# هيرومي كواكامي
هيرومي كواكامي (باليابانية: 川上弘美)‏ (1 أبريل 1958 في طوكيو - ) روائية، وكاتِبة، وكاتبة خيال علمي من اليابان.

## الجوائز
- جائزة أكوتاغاوا[4]
- Bunkamura Les Deux Magots Literature Award  [لغات أخرى]‏
- Women's Literature Prize  [لغات أخرى]‏
- جائزة تانيزاكي [الإنجليزية]‏
- جائزة سي إيتو  [لغات أخرى]‏
- Izumi Kyōka Prize for Literature [الإنجليزية]‏

## روابط خارجية
- هيرومي كواكامي على موقع IMDb (الإنجليزية)
- هيرومي كواكامي على موقع مونزينجر (الألمانية)